# Ероуз A2
Ероуз A2 е болид, който се състезава за отбора на Ероуз през сезон 1979. Спонсор на отбора е германската бирена компания Варстейнер. Пилоти са Рикардо Патрезе и Йохен Мас, а двигатели са Форд Косуърт V8.